# شهرستان سفلی
شهرستان سفلی، روستایی از توابع بخش رودبار شهرستان شهرستان قزوین در استان قزوین ایران است.

## جمعیت
این روستا در دهستان رودبار شهرستان قرار دارد و براساس سرشماری مرکز آمار ایران در سال ۱۳۸۵، جمعیت آن ۵۱۵ نفر (۱۲۰خانوار) بوده‌است.

## زبان
سکنهٔ الموت به گویش الموتی دیلمی   که گویشی از زبان تاتی است  صحبت می‌کنند.

## تاریخ
شهرستان سفلی و شهرستان علیا که با نام شهرستان در طول تاریخ شناخته میشده‌اند از مهمترین شهرهای الموت بوده اند. ابواسحاق صابی از شهرستان در قصبه اشکورجان به عنوان محل استقرار وهسودان بن مرزبان دومین حاکم آل جستان یاد کرده است.  
جستانیان در اواخر قرن هشتم و اوایل قرن نهم میلادی (اواخر قرن دوم تا اوایل سوم هجری) از رودبار در دیلم، بخش کوهستانی گیلان، فرمان می‌راندند. آنان در نواحی کوهستانی رودبار الموت امارتی کوچک و محلی داشتند که تختگاه‌شان بود (و امروزه در استان قزوین واقع است) و وسعت قلمروشان طالقان و سواحل شاهرود و سفیدرود را در بر می‌گرفت.

## محصولات کشاورزی
مهم ترین محصول این روستا برنج می باشد. برداشت میوه از جمله گیلاس، آلبالو و گردو نیز از سایر محصولات تولیدی شهرستان سفلی می باشد. برخی از اهالی نیز به دام پروری مشغول می باشند.

## پیوند
دیلمستان
جستانیان